# 鵜飼真帆
鵜飼 真帆（うかい まほ、1979年2月7日 - ）は、日本の女優である。愛知県名古屋市出身。本名同じ。身長155cm、スリーサイズB83cm・W59cm・H85cm。血液型はAB型。夫は、俳優の森川勝太。ネストに所属。
かつてはヒロオフィスカンパニーやヴァーサタイルエンタテインメント、カートプロモーションに所属していた。

## 来歴
2001年8月に、いちばん美しい夏（ジョン・ウィリアムズ監督）で千人を超えるオーディションの中から抜擢され、主演デビューする。カルロヴィヴァリ国際映画祭NETPAC賞、ハワイ国際映画祭インターナショナルコンペティション部門最優秀作品賞他、9賞を受賞。
ヒロオフィスカンパニー時代には、安田良子、福井裕佳梨、安めぐみ、石田裕加里と共にユニット「SuperH」として活動していたことがあった。ヴァーサタイルエンタテインメント所属時代には、「真帆」名義で活動していた。
2010年2月に、『play unit ココカラ。』を中村公平、中村靖子、吉村京太と共に結成する。
2015年4月10日、俳優の森川勝太との結婚、第1子妊娠を発表。

## 出演

### 映画
- いちばん美しい夏（2001年8月、監督：ジョン・ウィリアムズ） - 杉村直美 役（主演）
- 今昔伝奇 花神（2002年7月、監督：望月六郎） - お園 役
- Summer Nude（2003年7月、監督：飯塚健） - 食理子 役
- 金髪スリーデイズ35℃（2003年11月、監督：飯塚健） - 穂村亜美 役（主演）
- 死刑確定（2004年、監督：宮坂武志） - 明日香 役
- 呪戒（2005年2月、監督：神野太） - 中川冬美 役
- 劇場版 東京伝説 恐怖の人間地獄（2014年6月、監督：千葉誠治） - 香世 役

### Vシネマ
- 湘南爆走族3（2002年、監督：神野太） - 三好民子 役

### テレビドラマ
- スカイハイ 第4死（2003年2月、テレビ朝日） - 小林庸子 役
- はみだし刑事情熱系 PART-VIII 第4話（2004年5月、テレビ朝日） - 若村彩花 役
- 警部補・鳴沢了〜破弾〜（2005年3月、テレビ朝日） - 田辺弥生 役
- 外科医鳩村周五郎〜血塗られた挑戦状3〜（2010年9月、フジテレビ） - 鈴崎美佐子 役

### テレビ
- 日本いにしえの旅〜水清き、カムロの里〜（2008年9月、BSフジ） - ナビゲーター
- TAMAの元気印（2011年7月、多摩テレビ） - リポーター

### 舞台
- サマーデイズ（PROPAGANDA STAGE、2001年7月25日 - 29日、劇場MOMO） - 紗良・みち子 役（ヒロイン）
- ロミオとジュリエット21c（PROPAGANDA STAGE、2001年7月25日 - 29日、中野ザ・ポケット） - ジュリエット 役（ヒロイン）
- 道（PROPAGANDA STAGE、2002年4月10日 - 14日、アイピット目白） - 大竹幸子 役（主演）
- サマーデイズ（PROPAGANDA STAGE、2002年7月17日 - 21日、中野ザ・ポケット） - 紗良・みち子 役（ヒロイン）
- パラパラ天国（きぐるみコリス、2002年11月13日 - 17日、スタジオはるか） - 真由 役（主演）
- 飛龍伝〜あのシュプレヒコールの波濤を越えて〜（PROPAGANDA STAGE、2003年3月28日 - 30日、東京芸術劇場小ホール2） - 小太郎 役（主演）
- シンデレラ（きぐるみコリス、2003年3月28日 - 30日、阿佐ヶ谷アルシェ） - シンデレラ 役（主演）
- サマーデイズ（PROPAGANDA STAGE、2003年7月24日 - 27日、東京芸術劇場小ホール1） - 紗良・みち子 役（ヒロイン）
- 高度3万フィートの完全犯罪（MK-Box、2006年1月27日 - 29日、シアターグリーン エリア171） - 伊達雪乃 役（主演）
- ラーメン物語（カートプロモーション、2007年3月28日 - 4月1日、ブディストホール） - 持田みつき 役
- history（劇団偉人舞台、2007年9月5日 - 20日、中野ザ・ポケット/札幌コンカリーニョ/紋別市民会館） - 生田みどり・お唯 役（ヒロイン）
- TENCOUNT〜春の章〜（カートプロモーション、2007年11月14日 - 18日、シアターVアカサカ）
- 帰って来た蛍（カートプロモーション、2008年6月7日 - 15日、SPACE107） - 鳥濱礼子 役
- ジェニファー（演劇集団スプートニク、2009年3月18日 - 22日、中野ザ・ポケット） - 坂口美咲（ジェニファー） 役
- ソウガ（TWIN-BEATプロデュース、2009年10月10日 - 18日、全労済ホール スペース・ゼロ） - チナギ 役
- ここから、（play unit ココカラ。、2010年2月5日 - 21日、bar「@quos」） - 松田ひろ子 役
- オムニー2（劇団K助プロデュース、2010年8月31日 - 9月5日、野方区民ホール） - ゆき 役
- 世界で一番あつい壁（亜細亜象演劇卸売市場プロデュース、2010年11月9日 - 14日、下北沢OFF OFFシアター） - 内海加奈 役（ヒロイン）
- 悟らずの空（ジャングルベルシアター、2011年2月10日 - 14日、シアターグリーン BIG TREE THEATER） - 柳花 役
- Lady,be...（東京ROSE companyプロデュース、2011年5月11日 - 15日、新宿スペース107） - レイディ 役（主演）
- TryAngle〜トライアングル〜（2011年9月6日 - 11日、シアターΧ（カイ）） - 酒井安子 役（ヒロイン）
- 誰かの星空（2012年1月18日 - 22日、シアターグリーンBIG TREE THEATER） - 倉掛和代 役
- おとこ会!〜また逢いましょう〜（2012年3月7日 - 11日、テアトルBONBON） - ゲスト
- 島へおいでよ!（2012年3月28日 - 4月1日、千本桜ホール） - 天神 役
- ママ（2012年5月30日 - 6月4日、シアターグリーン BASE THEATER） - 由美子 役（ヒロイン）
- 不協和音〜ソノアイ、ゴチュウイ遊バセ〜（2012年7月12日 - 16日、萬劇場） - 伊藤沙弥佳 役（ヒロイン）
- Latent（2012年9月12日 - 16日、シアターΧ（カイ）） - ヒロイン
- 演劇集団Z-Lion旗揚げ公演「檻からホットブラザーズ」（2012年11月27日 - 12月4日、タイニイアリス） - ミカ 役（ヒロイン）
- FLYING TRIP第7回公演「屋上ワンダーランド」（2013年5月8日 - 12日、東池袋あうるすぽっと）

### CM
- コナミ「がんばれゴエモン」（1998年）
- サニクリーン（2008年）
- かぶちゃん農園（2009年）